# E-rara.ch
На национальном совместном швейцарском портале e-rara.ch предоставляется бесплатный онлайн доступ к оцифрованным печатным изданиям 15 — 20 веков из фондов швейцарских библиотек.
«Перед порталом ставятся следующие задачи:
- Координированная дигитализация печатных изданий 15 — 20 веков из фондов швейцарских библиотек согласно единым стандартам качества
- Централизованное импортирование на портал дигитализатов и библиографических метаданных
- Устойчивая базовая настройка электронных документов с помощью DOI
- Презентация контентов на совместном портале»[1]

Портал был запущен в 2010 году. В настоящий момент можно скачать порядка 62 тысяч работ (состояние на декабрь 2017 года), среди них книги и печатные издания, карты, печатная графика и музыкальные издания.
В рамках проекта «e-rara.ch: Повторное использование в научных целях — путь к полному тексту» (кратко e-rara.ch: Volltext) портал был расширен опцией автоматического распознавания текста (OCR). В этом случае в центре внимания оказались антикварные издания, начиная с 1830 г. Теперь можно просмотреть их полный текст.
Существенное пополнение портала e-rara.ch происходит за счёт проекта дигитализации DigiTUR Центральной библиотеки Цюриха, занимающейся оцифровкой важных документов культурного и исторического наследия города и кантона Цюрих.
Техническую основу портала составляет продукт Visual Library фирм semantics GmbH и Walter Nagel GmbH & Co. KG.

## Библиотеки-участницы проекта
Университетская библиотека Базеля, Университетская библиотека Берна, Библиотека Женевы, Библиотека Высшей технической школы Цюриха и Центральная библиотека Цюриха совместно управляют порталом. Общую координацию и хостинг осуществляет Библиотека Высшей технической школы Цюриха.
Тринадцать других библиотек Швейцарии (по состоянию на ноябрь 2017 г.) своими фондами содействуют дальнейшему расширению базы скачиваемых материалов. В принципе все библиотеки Швейцарии могут принять участие в этом проекте.

## Развитие портала (2008—2012 гг.)
Создание портала произошло в рамках Швейцарской программы по инновациям и сотрудничеству e-lib.ch: в качестве ответственного лица здесь, также как и в портале e-codices (электронная библиотека средневековых печатных и избранных современных материалов) и портале Kartenportal.CH, выступает Швейцарская электронная библиотека.
Партнерами по сотрудничеству в проекте выступили фактические операторы порталов.
Изначально целью было предоставление бесплатного онлайн доступа к швейцарским печатным изданиям 16-го века, имеющимся в фондах швейцарских библиотек. Ее достижение сопровождалось тесным сотрудничеством с проектом VD 16 (перечень изданных в 16-м веке изданий на немецкоговорящих территориях). В течение первых четырех лет постоянно добавлялись новые материалы (швейцарские издания с 17-го по 19-й век, избранные тематические области). В рамках программы партнеры создавали собственные центры дигитализации, а также соответствующие производственные процессы и ноу-хау. В центре внимания всегда было соблюдение высоких стандартов качества сканированных документов и информационная обработка.
В будущем ожидается дальнейшее развитие портала и придание ему максимально удобной для пользователей формы.